# Страхов, Владимир Николаевич (геофизик)
Владимир Николаевич Страхов (3 мая 1932, Москва — 30 ноября 2012, там же) — российский и советский учёный в области геофизики и вычислительной математики, академик РАН (1992), директор Института физики Земли им. О. Ю. Шмидта РАН (1989—2002).

## Биография
Родился 3 мая 1932 года в Москве семье учёного-геолога Н. М. Страхова (1900—1978).
В 1955 году окончил геофизический факультет Московского геологоразведочного института им. С. Орджоникидзе.
С 1959 года работал в Институте физики Земли им. О. Ю. Шмидта АН СССР (ИФЗ АН СССР), где прошёл путь от старшего инженера до заведующего отделом (1988), и директора института (1989—1993). В 1993—2002 годах — генеральный директор Объединённого института физики Земли им. О. Ю. Шмидта РАН (ОИФЗ РАН).
В 1986 году — присвоено ученое звание профессора по специальности «математическая геофизика».
- 1987 — избран членом-корреспондентом АН СССР по Отделению геологии, геофизики, геохимии и горных наук.
- 1992 — избран действительным членом (академиком) Российской академии наук (РАН).
- 1990—2002 — заместитель академика-секретаря Отделения геологии, геофизики, геохимии и горных наук РАН по геофизике.

В 1992 году по его инициативе начали издаваться российско-китайский журнал «Исследования по прогнозу землетрясений» и газета «Наука и технология в России» (в настоящее время журнал «Наука и технологические разработки»), главным редактором которых он был. В 1997 году по инициативе В. Н. Страхова начал выходить электронный научно-информационный журнал «Вестник Отделения геологии, геофизики, геохимии и горных наук РАН», в котором он был первым заместителем главного редактора.
По его инициативе в 1993 году был организован Объединенный институт физики Земли им. О. Ю. Шмидта (на базе Института физики земли РАН), а в 1994 г. — Геофизическая служба РАН. Входил в состав Межведомственной комиссии по сейсмическому мониторингу при МЧС РФ. По его предложению в 1992 г. был организован Объединенный научный совет по физике Земли РАН, а в 1995 году — Научный совет РАН по проблемам геоинформатики. Он возглавлял Комиссию по географическим информационным системам. Являлся одним из основателей и с 1978 году научным руководителем Всесоюзного семинара «Вопросы теории и практики геологической интерпретации гравитационных и магнитных аномалий». С 1976 году под его научным руководством проводились всесоюзные (ныне — всероссийские) школы-семинары с аналогичным названием.
11 октября 2002 года, на конференции научных сотрудников ОИФЗ РАН, большинством голосов ему было высказано недоверие.
Являлся главным редактором и членом редакционных коллегий целого ряда научных журналов: журнал «Физика Земли», «Геофизический журнал».
Скончался 30 ноября 2012 года в Москве, похоронен на Донском кладбище.

### Научная деятельность
Специалист в области математической геофизики, гравитационного и магнитного методов поисков месторождений полезных ископаемых, комплексной интерпретации геолого-геофизических данных, вычислительной математики.
Основными направлениями научных исследований В. Н. Страхова являются теории интерпретации гравитационных и магнитных аномалий, методы решения некорректных задач геофизики и вычислительной математики.
В области теории интерпретации гравитационных и магнитных аномалий им получены фундаментальные результаты по решению прямых задач, по определению интегральных характеристик источников, по аналитическому продолжению полей и определению их особых точек, по фильтрации наблюденных полей, по созданию численных методов решения обратных задач.
В области методов решения некорректных задач геофизики им получены результаты по единственности и общим решениям в обратных задачах геофизики, по созданию методов обработки геофизических наблюдений.
В области вычислительной математики ему принадлежат крупные результаты по решению линейных некорректных задал, в том числе по оптимальной регуляризации. Ученым заложены основы дискретной теории потенциала и нового научного направления — геофизической кибернетики, создана общая теория решения линейных задач геофизики, (в первую очередь — линейных задач гравиметрии и магнитометрии) на основе метода интегральных представлений, обобщающего классический метод Байкуса-Гильберта. В рамках метода интегральных представлений разработаны схемы решения большого числа некорректных задач.
В последние годы им были разработаны новые оригинальные подходы к такой классической области прикладной математики, как вычислительные методы линейной алгебры. Развитые им методы решения линейных систем большой размерности открывают широкие перспективы решения задач обработки больших массивов экспериментальных данных и краевых задач математической физики, которые не могли быть решены на основе традиционных численных методов.
В честь Д. Г. Успенского и В. Н. Страхова назван ежегодный научный семинар по теории и практике геологической интерпретации гравитационных, магнитных, электрических полей.

### Общественная деятельность
В 1992, 1999 и 2002 годах отказывался от представлений к государственным наградам.
Трижды голодал в защиту российской науки. 15 апреля 2007 года В. Н. Страхов начал голодовку протеста против, по его словам: «губительного отношения руководства Российской Федерации, начиная с президента Путина, к отечественной науке».
Открыто придерживался коммунистических убеждений .

## Награды
- 2012 — Премия имени Б. Б. Голицына РАН за цикл работ «Развитие новых математических методов аппроксимации и решения обратных задач для потенциальных полей Земли» (В марте 2012 г.).

### Общественная деятельность
В 1992, 1999 и 2002 годах отказывался от представлений к государственным наградам.
Трижды голодал в защиту российской науки. 15 апреля 2007 года В. Н. Страхов начал голодовку протеста против, по его словам: «губительного отношения руководства Российской Федерации, начиная с президента Путина, к отечественной науке».
Открыто придерживался коммунистических убеждений .
30 мая 2008 года В. Н. Страхов предложил исключить  Бориса Березовского из РАН, ссылаясь на возбуждение против него более десяти уголовных дел. Страхов предложил внести в устав академии поправки о возможности лишения статуса академика (на данный момент являющегося пожизненным). В тот же день данное предложение было отклонено.